# Championnat de Belgique de hockey en salle
Le Championnat de Belgique de hockey en salle est un championnat annuel de hockey en salle qui se tient en Belgique depuis la saison 1988-1989. Depuis la saison 1992-1993, le championnat fait aussi place à une section féminine.
Le Président actuel du Comité de Hockey en Salle (BIH) est René Dautel qui succède à Marcel Delsipech, Président lors de la saison 2009-2010. Marcel Delsipech avait lui-même succédé à Adrien Peters, Président de 1995 à 2009.
Le R. Racing Club Bruxelles remporte pour la cinquième fois (consécutive) de son histoire le championnat en 2011-2012 grâce à sa victoire 1-3 en finale face au Royal Orée T.H.B., le 12 février 2012. Les dames du R. E. White Star H.C. remportent leur premier titre au détriment du Waterloo Ducks H.C. sur le score de 6-7 et après 24 strokes (score à la fin du temps réglementaire était de 1-1 (0-0)).
Chez les Messieurs, le R. E. White Star H.C. reste le club le plus couronné avec 8 titres de champion de Belgique.
Chez les Dames, le Parc H.C. et l'ARA La Gantoise restent les clubs les plus couronnés avec 4 titres de champion de Belgique.

## Clubs de Division Honneur (Messieurs): saison 2022-2023
- Amicale Anderlecht H.C.
- R. E. White Star H.C.
- Pingouin H.C.
- R. Léopold Club
- Royal Orée T.H.B.
- Royal Daring
- Baudoin H.C.
- Waterloo Ducks H.C.

## Clubs de Division Honneur (Dames): saison 2012-2013
- ARA La Gantoise
- Parc H.C.
- R. Antwerp H.C.
- R. E. White Star H.C.
- R. Léopold Club
- R. Uccle Sport T.H.C.
- R. Victory H.C.
- Waterloo Ducks H.C.

## Palmarès
| Année     | Messieurs                | Dames                 |
| --------- | ------------------------ | --------------------- |
| 1977-1978 | R. E. White Star H.C.    | Pas de championnat    |
| 1978-1979 | R. E. White Star H.C.    | Pas de championnat    |
| 1979-1980 | R. E. White Star H.C.    | Pas de championnat    |
| 1980-1981 | R. E. White Star H.C.    | Pas de championnat    |
| 1981-1982 | R. E. White Star H.C.    | Pas de championnat    |
| 1988-1989 | R. Léopold Club          | Pas de championnat    |
| 1989-1990 | ARA La Gantoise          | Pas de championnat    |
| 1990-1991 | R. E. White Star H.C.    | Pas de championnat    |
| 1991-1992 | R. E. White Star H.C.    | Pas de championnat    |
| 1992-1993 | R. Baudouin              | R. La Rasante         |
| 1993-1994 | R. E. White Star H.C.    | R. Léopold Club       |
| 1994-1995 | R. E. White Star H.C.    | R. La Rasante         |
| 1995-1996 | R. E. White Star H.C.    |                       |
| 1996-1997 | R. Baudouin              | K. Dragons HC         |
| 1997-1998 | R. Baudouin              | R. Uccle Sport        |
| 1998-1999 | K. Dragons HC            |                       |
| 1999-2000 | R. E. White Star H.C.    |                       |
| 2000-2001 | R. Orée T.H.B.           | R. Victory H.C.       |
| 2001-2002 | R. Orée T.H.B.           | Parc H.C.             |
| 2002-2003 | R. Léopold Club          | Parc H.C.             |
| 2003-2004 | R. Léopold Club          | ARA La Gantoise       |
| 2004-2005 | R. E. White Star H.C.    | Parc H.C.             |
| 2005-2006 | R. E. White Star H.C.    | R. Léopold Club       |
| 2006-2007 | R. Orée T.H.B.           | R. Victory H.C.       |
| 2007-2008 | R. Racing Club Bruxelles | Parc H.C.             |
| 2008-2009 | R. Racing Club Bruxelles | ARA La Gantoise       |
| 2009-2010 | R. Racing Club Bruxelles | ARA La Gantoise       |
| 2010-2011 | R. Racing Club Bruxelles | ARA La Gantoise       |
| 2011-2012 | R. Racing Club Bruxelles | R. E. White Star H.C. |
| 2012-2013 | R. Racing Club Bruxelles | R. Antwerp H.C.       |

## Tableau d'Honneur

### Messieurs
| Rang | Club                     | Nombre de titres | Dernier titre |
| ---- | ------------------------ | ---------------- | ------------- |
| 1    | R. E. White Star H.C.    | 13               | 2005-2006     |
| 2    | R. Racing Club Bruxelles | 6                | 2012-2013     |
| 3    | R. Léopold Club          | 3                | 2003-2004     |
| -    | R. Orée T.H.B.           | 3                | 2006-2007     |
| -    | R. Baudouin              | 3                | 1997-1998     |
| 6    | K. Dragons HC            | 1                | 1998-1999     |
| -    | ARA La Gantoise          | 1                | 1989-1990     |

### Dames
| Rang | Club                  | Nombre de titres | Dernier titre |
| ---- | --------------------- | ---------------- | ------------- |
| 1    | ARA La Gantoise       | 4                | 2010-2011     |
| 2    | Parc H.C.             | 4                | 2007-2008     |
| 3    | R. Victory H.C.       | 2                | 2006-2007     |
| -    | R. Léopold Club       | 2                | 2005-2006     |
| -    | R. La Rasante         | 2                | 1994-1995     |
| 6    | K. Dragons HC         | 1                | 1996-1997     |
| -    | R. Antwerp H.C.       | 1                | 2012-2013     |
| -    | R. E. White Star H.C. | 1                | 2011-2012     |
| -    | R. Uccle Sport        | 1                | 1997-1998     |